# Gladys Cooper

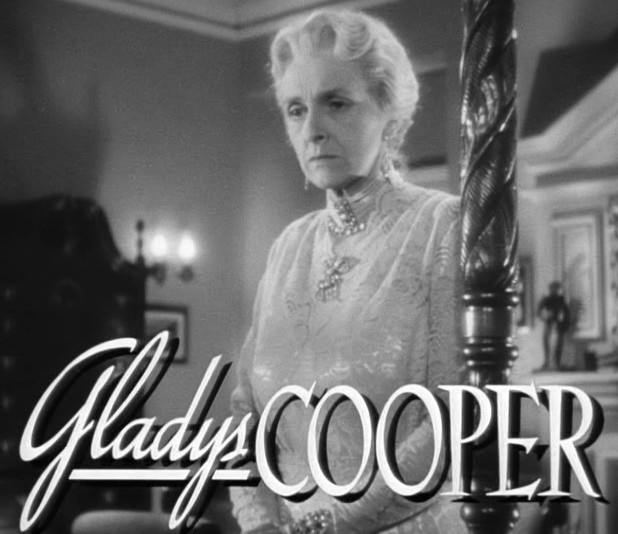
Gladys Cooper i trailern till Under nya stjärnor.

Gladys Cooper, född 18 december 1888 i Lewisham, London, död 17 november 1971 i Henley-on-Thames, Oxfordshire, var en brittisk skådespelare teaterchef och producent vars karriär sträckte sig över flera årtionden inom, film och tv.
Som tonåring var Cooper engagerad inom den brittiska musikalkomedi- och pantomimscenen, och hon medverkade i ett flertal draman och stumfilmer innan första världskrigets utbrott. Mellan 1917 och 1933 drev hon teatern Playhouse Theatre där hon även medverkade i åtskilliga produktioner. Under 1920-talet kritikerrosades Cooper för sina framträdanden på teaterscenen i bland annat W. Somerset Maughams pjäser.
Under 1930-talet var hon en uppskattad och återkommande skådespelare på scenerna i både West End i London och Broadway i New York. 1940 flyttade Cooper till Hollywood där hon fick stora framgångar med sina karaktäristiska kvinnoporträtt. Hon nominerades till tre Oscars för bästa kvinnliga biroll för sina framträdanden i Now, Voyager (1942), Sången om Bernadette (1943) och My Fair Lady (1964). Gladys Cooper var aktiv inom både film, tv och teater ända fram till sin död 1971.

## Uppväxt och tidig karriär
Cooper föddes i Hither Green i London som den äldsta dottern till journalisten Charles William Frederick Cooper (1844-1939) och Mabel Barnett (1861-1944). Hon hade två yngre systrar, Doris Mabel (1891-1987) och Grace Muriel (1893-1982) samt en halvbror, författaren Henry St. John Cooper. När Cooper var ung flyttade familjen flyttade till Chiswick där hon sedan kom att spendera större delen av sin barndom. Cooper blev tidigt en populär fotomodell och debuterade 1905 som sjuttonåring på scenen i musikalen Bluebell in Fairyland. 1906 framträdde hon som Lady Swan i musikalkomedin The Belle of Mayfair och senare som Mavis i pantomimteatern Babes in the Wood. Följande år medverkade Cooper i ett stort antal musikalteatrar och fick även en roll som balettflicka på Gaiety Theatre i London. Allteftersom åren gick fokuserade Cooper mer och mer på teaterscenen. 1911 medverkade hon i pjäsen Mister Ernest av Oscar Wilde och pjäsen Man and Superman av George Bernard Shaw. Följande år fick hon rollen som Muriel Pym i Milestones på The Royal Theatre i London.
1913 medverkade Cooper i sin första film, The Eleventh Commandment. Hon kom därefter att spela i flera stumfilmer under tiden för första världskriget. Filminspelningarna till trots fortsatte Cooper ändå att arbeta heltid på teaterscenen, bland annat i rollen som Lady Agatha Lazenby i The Admirable Crichton och som Clara de Fenix i Trelawny of the ’Wells’. 1917 blev Cooper delägare i teatern Playhouse Theatre, tillsammans med skådespelaren Frank Curzon, och 1927 tog hon över hela ägandeskapet. Hon drev teatern fram till 1933. Under denna tid medverkade hon i åtskilliga produktioner på teaterscenerna i London, bland annat My Lady’s Dress och W. Somerset Maughams pjäs Home and Beauty. Hon producerade också ett flertal pjäser under denna period.
1922 medverkade Cooper i Arthur Pineros drama The Second Mrs. Tanqueray, vilket gav henne stor kommersiell framgång för första gången i hennes karriär. Under hennes tidiga karriär kritiserades hon ofta för att vara för stel på scen. Författaren Aldous Huxley avfärdade exempelvis hennes framträdande i Home and Beauty och skrev att "hon är för passiv, för statylik och spelar hela tiden som om hon var Galatea, nyligen oförstenad och fortfarande ovan vid den levande världen.” Hennes skådespeleri förbättrades dock och fick med åren bättre kritik, författaren Maugham prisade hennes för att ”förvandlat sig från en likgiltig skådespelerska till en extremt kompetent sådan”.
Coopers karriär var fortsatt framgångsrik under 1930-talet och hon medverkade i ett stort antal produktioner. Bland hennes roller kan nämnas Clemency Warlock i Cynara (1930), Wanda Heriot i The Pelican (1931), Lucy Haydon i Dr Pygmalion (1932), Carola i The Firebird (1932) och Jane Claydon i The Rats of Norway (1933). Hon spelade även Mariella Linden i The Shining Hour mellan 1934 och 1935, samtidigt som hon spelade in sin första talfilm The Iron Duke. 1935 porträtterade hon även Desdemona och Lady Macbeth på Broadway i New York.

## Senare karriär
Cooper flyttade till Hollywood 1940 och satsade därefter helt på filmkarriären. Hon fick stor framgång med sina starka porträtt, ofta av högdragna, aristokratiska societetskvinnor, även om hon ibland också spelade mer sympatiska roller, exempelvis i Alfred Hitchcocks Rebecca (1940). Hon nominerades tre gånger till en Oscar för bästa kvinnliga biroll för hennes porträtt som Bette Davis mamma i Now, Voyager (1942), en skeptisk nunna i Sången om Bernadette (1943) och som Rex Harrisons mor Mrs. Higgins, i My Fair Lady (1964). Efter att ha spelat rollen som Clarissa Scott i filmen Domens dal, fick hon ett kontrakt med filmbolaget Metro-Goldwyn-Mayer. Där spelade hon både dramatiska och komiska roller, bland annat De gröna åren (1946), The Cockeyed Miracle (1946) och Den stängda trädgården (1949). Andra uppmärksammade roller inkluderarThe Man Who Loved Redheads (1955), Vid skilda bord (1958) och The Happiest Millionaire (1967).
Coopers enda teaterframträdanden under 1940-talet var som Mrs. Parrilow i The Morning Star i Philadelphia och New York (1942) och som Melanie Aspen i The Indifferent Shepherd in Britain (1948). Under 1950- och 1960-talet återkom hon mer och mer till teatern mellan filminspelningarna. Hon spelade då både på scenerna i London och turnerade, bland annat som Edith Fenton i The Hat Trick (1950); Felicity, grevinna av Marshwood, i Relative Values (1951 och 1953); Grace Smith i A Question of Fact (1953); Lady Yarmouth i The Night of the Ball (1954); Mrs. St. Maugham i The Chalk Garden (1955–56), Dame Mildred i The Bright One (1958); Mrs. Vincent i Look on Tempests (1960); Mrs. Gantry (Bobby) i The Bird of Time (1961); Mrs. Moore i en scenproduktion av A Passage to India (1962); Mrs Tabret i The Sacred Flame (1966 och 1967); Prue Salter i Let's All Go Down the Strand (1967); Emma Littlewood i Out of the Question (1968); Lydia i His, Hers and Theirs (1969); och många andra produktioner. Cooper nominerades till två Tony Awards för bästa skådespelerska i en pjäs för hennes rollprestationer i The Chalk Garden och En färd till Indien.
Cooper medverkade också i en rad tv-serier under 1950- och 1960-talet, bland annat tre avsnitt av den hyllade science fiction-serien Twilight Zone. Mellan 1964 och 1965 spelade Cooper i serien The Rogues tillsammans med David Niven, Charles Boyer, Gig Young, Robert Coote, John Williams och Larry Hagman. Serien visades under en säsong på 30 avsnitt där Cooper spelade en matriark i en familj av bedragare som inriktar sig på kriminella.
1967, när Cooper var 79, utsågs hon till Kommendör av 1 klass (DBE) i den brittiska imperieorden. Hennes sista stora framgång på scen var i rollen som Mrs. St. Maugham i Enid Bagnolds pjäs The Chalk Garden (1970-1971). Cooper, då 82 år gammal, repriserade då rollen hon var med och skapade i pjäsens ursprungsuppförande på Broadway och i West End (1955-1956).

## Privatliv
Cooper var gift tre gånger och fick tre barn i sina två första äktenskap.
- Kapten Herbert Buckmaster (1908–1921).[19] Paret fick två barn: Joan (1910–2005), som gifte sig med skådespelaren Robert Morley,[20] och John Rodney (1915–1983).[21]
- Sir Neville Pearson (1927–1936).[22] Sir Neville och Lady Pearson fick en dotter, Sally Pearson (även känd som Sally Cooper). Hon var gift (1961–1986) med skådespelaren Robert Hardy.[23]
- Skådespelaren Philip Merivale (1937–1946). Paret bodde många år i Santa Monica i Kalifornien. Merivale dog vid 59 års ålder av en hjärtsjukdom. Styvsonen John Merivale var även han skådespelare.[24]

De sista åren av sitt liv levde Cooper huvudsakligen i England. Hon dog av lunginflammation vid 82 års ålder vid Hanley-on-Thames, Oxfordshire.

## Filmografi i urval
- 1917 – Masks and Faces
- 1922 – The Bohemian Girl
- 1923 – Bonnie Prince Charlie
- 1940 – Rebecca
- 1940 – Kitty Foyle - ung modern kvinna
- 1941 – Mysteriet svarta katten
- 1942 – Under nya stjärnor (Oscarnominering)
- 1942 – Över allt förnuft
- 1943 – Sången om Bernadette (Oscarnominering)
- 1943 – Till nu och för evigt
- 1943 – Hasardspelaren
- 1943 – Gift dej med mej
- 1944 – Mrs. Parkington
- 1944 – Dovers vita klippor
- 1945 – Kärleksbreven
- 1945 – Domens dal
- 1946 – De gröna åren
- 1947 – Ängel på prov
- 1947 – Gröna delfinens gata
- 1948 – Piraten
- 1949 – Madame Bovary
- 1949 – Den stängda trädgården
- 1958 – Vid skilda bord
- 1963 – Dödslistan
- 1964 – My Fair Lady (Oscarnominering)
- 1964 – Svindlande affärer (TV-serie) (1964-1965)
- 1972 – Snobbar som jobbar (TV-serie) (gästroll)